# アマゾーネ (小惑星)
アマゾーネ (1042 Amazone)は、小惑星帯に位置する小惑星である。ドイツのハイデルベルクで、カール・ラインムートによって発見された。名前はギリシャ神話に登場する部族のアマゾーンにちなむ。